# A4 (motorväg, Belgien)

A4 (Belgien)

A4 är en motorväg i Belgien som går mellan Bryssel och gränsen till Luxemburg. Motorvägen går via Namur och Arlon. Denna motorväg är en viktig länk mellan Bryssel och Luxemburg. 